# 氏家待合所
氏家待合所（うじいえまちあいしょ）は、北海道旅客鉄道（JR北海道）根室本線（花咲線）厚岸駅前で営業する駅弁調製業者。有限会社。「かきめし」で有名。

## 概要
1917年創業。待合所とは、北海道で駅付近に多く存在した業態で、屋内で列車などを待つことができるようにしたスペースを提供し、列車待ちの客に食事や飲み物を出すという商売である。陸別駅の河本待合所など、駅弁調製を行っていた業者もあった。氏家待合所は、その伝統を残すもののひとつ。
駅弁大会で常に上位に入る名物駅弁「かきめし」の販売で知られ、厚岸駅ホームで駅弁の立ち売りを行っていたが、列車本数が少ないことから2011年（平成23年）6月で営業を終了した。現在は事前に電話し乗車する列車を伝えることで、ホームまで駅弁を届けて販売するサービスを行っている。

## 主な商品
- かきめし

1960年に発売開始。カキを使った炊き込みご飯。ヒジキが散らされており、カキ、ツブ、アサリ、シイタケ、フキなどが載せられている。福神漬と沢庵漬けが付け合わせとなっている。百貨店の駅弁大会に登場することもあり、そこでは他のかきめし弁当と区別するため『氏家かきめし』という名称を用いる事が多い。
- ほたて弁当

ホタテガイの出汁を使った炊き込みご飯に錦糸卵・煮帆立を載せたもの。要予約。

## 外部サイト
- 厚岸駅前氏家待合所Webサイト